# Ivar Aronsson
Ivar Aronsson (Romelanda, 1928. március 24. – 2017. február 6.) olimpiai és Európa-bajnoki ezüstérmes svéd evezős.

## Pályafutása
Az 1955-ös genti Európa-bajnokságon kormányos négyesben és nyolcasban ezüstérmet nyert. Az 1956-os melbourne-i olimpián ezüstérmet szerzett kormányos négyesben és negyedik lett nyolcasban.

## Sikerei, díjai
- Olimpiai játékok
  - ezüstérmes: 1956, Melbourne (kormányos négyes)
- Európa-bajnokság
  - ezüstérmes (2): 1955, Gent (kormányos négyes és nyolcas)